# Рогожская слобода

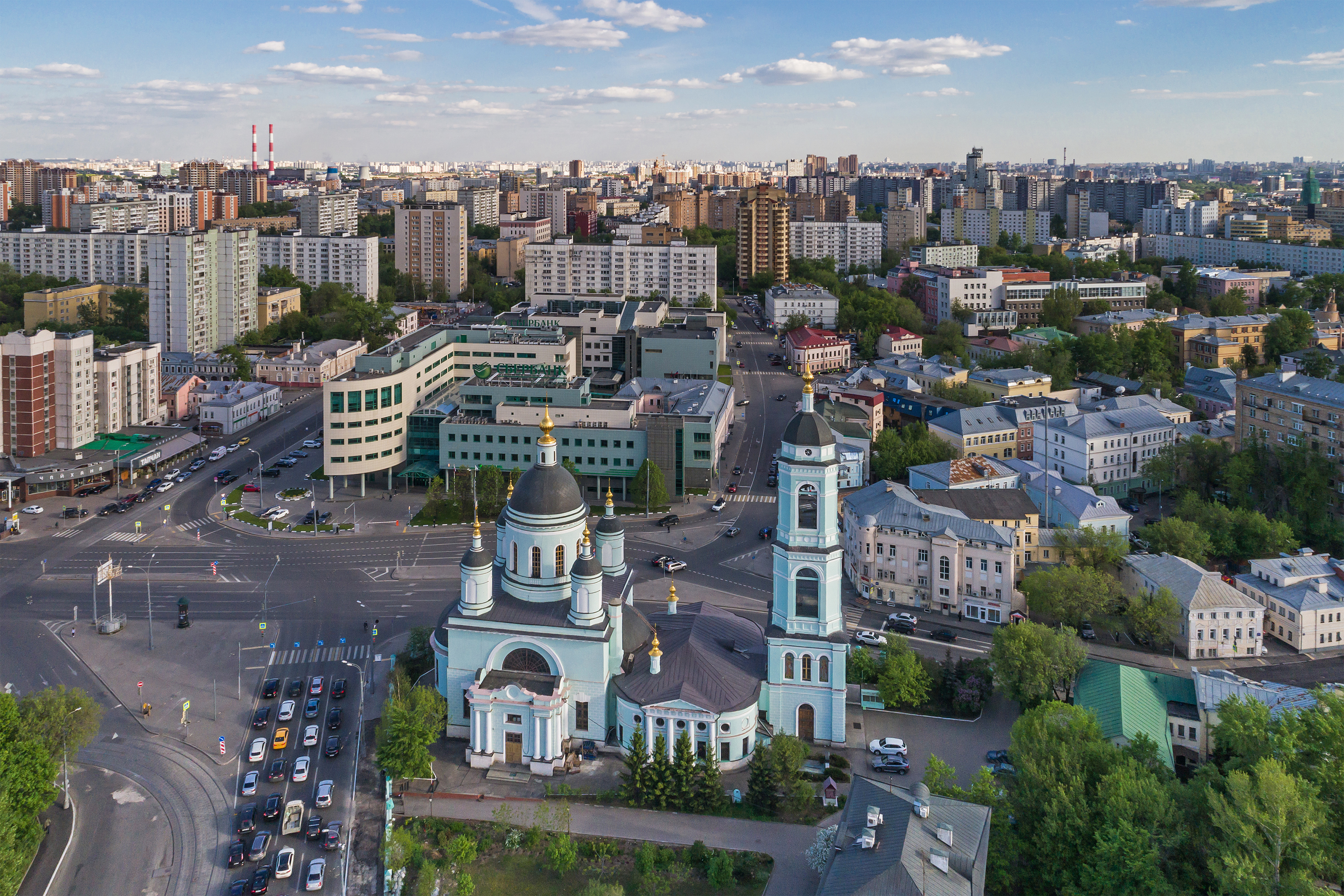
Современный вид с воздуха, на переднем плане — храм Сергия Радонежского

Рого́жская слобода́ (Рого́жский посёлок, Рого́жская ямска́я слобода́) — историческая местность в Москве. Один из центров русского старообрядчества. Ансамбль Рогожской старообрядческой общины является памятником архитектуры.

## История Рогожской слободы
Возникла в конце XVI века близ деревни Андроново на левом берегу Яузы, когда в местности «Рогожка» стали селиться ямщики, занимавшиеся «ямской гоньбой» (доставкой государевой почты) и перевозками товаров из Москвы в село Старый Рогожский ям (в настоящее время ― город Ногинск Московской области).
В 1697 году (по другим сведениям ― в 1642) жители образовавшейся Рогожской ямской слободы построили церковь Николая Чудотворца в Ямах (снесена в 1950-х годы). Церковь дала название улице, в 1919 году переименованной в Ульяновскую (ныне улица Николоямская). Эта улица одна из немногих отчасти сохранивших архитектурную застройку XVIII—XIX веков. Слобода охватывала территорию в 178 гектар.
С оборонительной целью московские улицы и слободы обводились укреплёнными валами (в XVI веке ― Белый город, в 1638 года ― Земляной вал, в 1742 года ― Камер-Коллежский вал). Линия Камер-Коллежского вала, устроенная для упорядочения оплаты пошлин, взимаемых Камер-Коллегией (которой и было поручено строительство вала), почти два столетия являлась границей городской площади. Камер-Коллежский вал опоясал Москву 32-вёрстным кольцом с шестнадцатью заставами, где проверялись подорожные и ввозимый товар ― для обнаружения контрабанды, главным образом водки, за провоз которой платилась пошлина. В середине XVIII века, с отменой внутренних таможен, заставы приобрели чисто полицейское значение, и у некоторых из них, в том числе одной из самых больших ― Рогожской ― возникли рынки. Застава стала быстро заселяться и застраиваться. В рогожских улицах появились постоялые дворы, новые дома, мелкие мастерские, торговые помещения.
От Рогожской заставы шла Владимирская дорога. Вплоть до середины XIX века она сохраняла своё важное торговое значение, однако оставалась далёкой окраиной Москвы. На верстовом столбе, установленном в 1783 году, была высечена надпись: «От Москвы две версты».

## Главные улицы Рогожской слободы
Главными улицами Рогожской были Тележная (позже 1-я Рогожская, ныне Школьная) и Воронья (ныне улица Сергия Радонежского). Тележная проходила там, где некогда образовалась Ямская слобода, и сплошь состояла из постоялых дворов, в которых останавливались обозы, проходившие по Владимирскому и Рязанскому трактам. На улице продавались телеги, тарантасы, кибитки, шорный товар. Одним концом улица выходила на площадь, образовавшуюся у заставы (Сенная пл.), другим упиралась в улицу Хиву (Добровольческая улица), название которой связано с тем, что здесь стоял двор, на котором останавливались послы и купцы из Хивы.
Название «Воронья» было дано улице в XIX века по находившейся здесь в XVII—XVIII вв. Вороньей слободке (бывшей Андроньевской слободы монастырских работных людей). Когда открывалась Нижегородская Макарьевская ярмарка, на Тележную съезжались обозы со всех трактов. На площади Рогожской заставы шла торговля сеном, отчего она называлась Сенной, или Рогожской-Сенной. От Сенной площади до Спасо-Андроникова монастыря тянулась Воронья улица, на которой были калачные пекарни, мясные и мучные лавки; в этих же мучных лавках продавали валяную обувь и знаменитые муромские свечи. Торговали ситцами, шапками, кушаками. Кроме лавочного торга производился торг в разнос самыми разнообразными товарами. Неподалёку от Рогожского вала, на улице Нижегородский лесной ряд (ныне Новорогожская улица) находились лесные торговые склады.
Около Рогожской заставы долгое время был этап, где собирали из тюрем для пересчёта отправленные в Сибирь арестанты. Здесь их выстраивали ― впереди каторжных в кандалах, с наполовину обритыми головами, с закованными руками и ногами, далее ― в ручных кандалах, за ними ― без кандалов. Следом шли возы с жёнами, ехавшими за арестантами, детьми и больными.
Сильный летний пожар 1862 году длился трое суток, горели Воронья улица, Тележная, 2-я и 3-я Рогожские. Полностью оправиться Рогожская слобода уже не сумела.
В 1896 году железнодорожную станцию у заставы упразднили, подведя линию к Курскому вокзалу. Железная дорога сначала пошла до Павловского Посада («Выхны», как его тогда называли), потом подвинулась до Владимира, там до Коврова и, наконец, достигла Нижнего Новгорода. Ямщичество отмерло окончательно, и Владимирка опустела.

## Уклад жизни

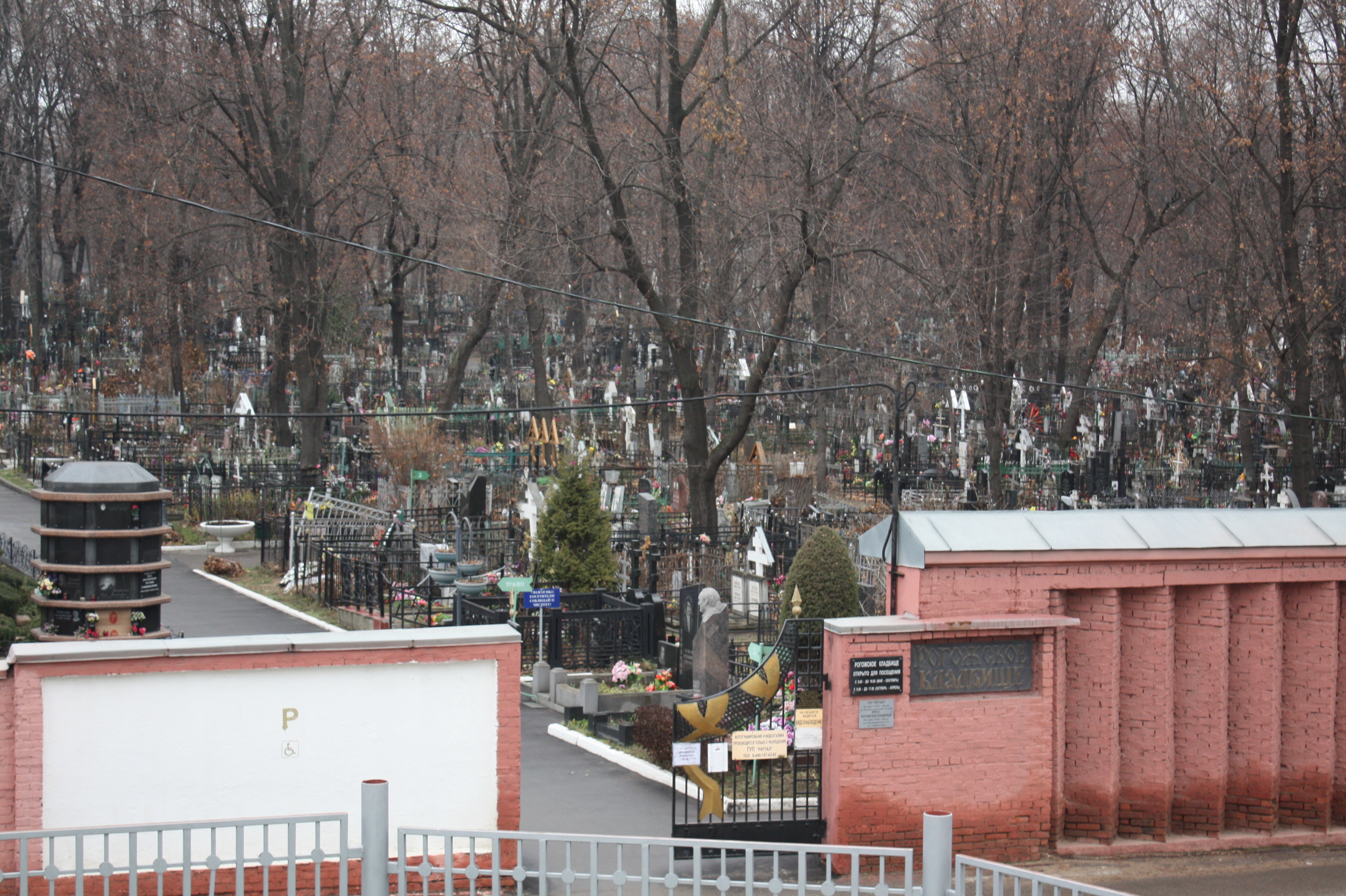
Рогожское кладбище

Именитые купеческие старообрядческие фамилии, соединённые между собой узами родства и свойства, издавна селились в районе между Таганкой и Рогожской заставой и тесно поддерживали отношения со старообрядческой общиной Рогожского кладбища.
Отделённая от остальной Москвы рекой Яузой и длинными улицами, Рогожа долго сохраняла патриархальный жизненный уклад. И облик её обитателей, и двухэтажные каменные жилые дома на каменных фундаментах, и запертые ворота ― всё это отличало её от остальной Москвы. В Рогожской слободе с XVII в. жили отлучённые русской патриаршей церковью староверы. В начале 1790-х в Рогожской общине насчитывалось 20 тысяч прихожан, в 1822 г. ― 35 тысяч, в 1825 г. ― 68 тысяч.
П. И. Богатырёв вспоминает:

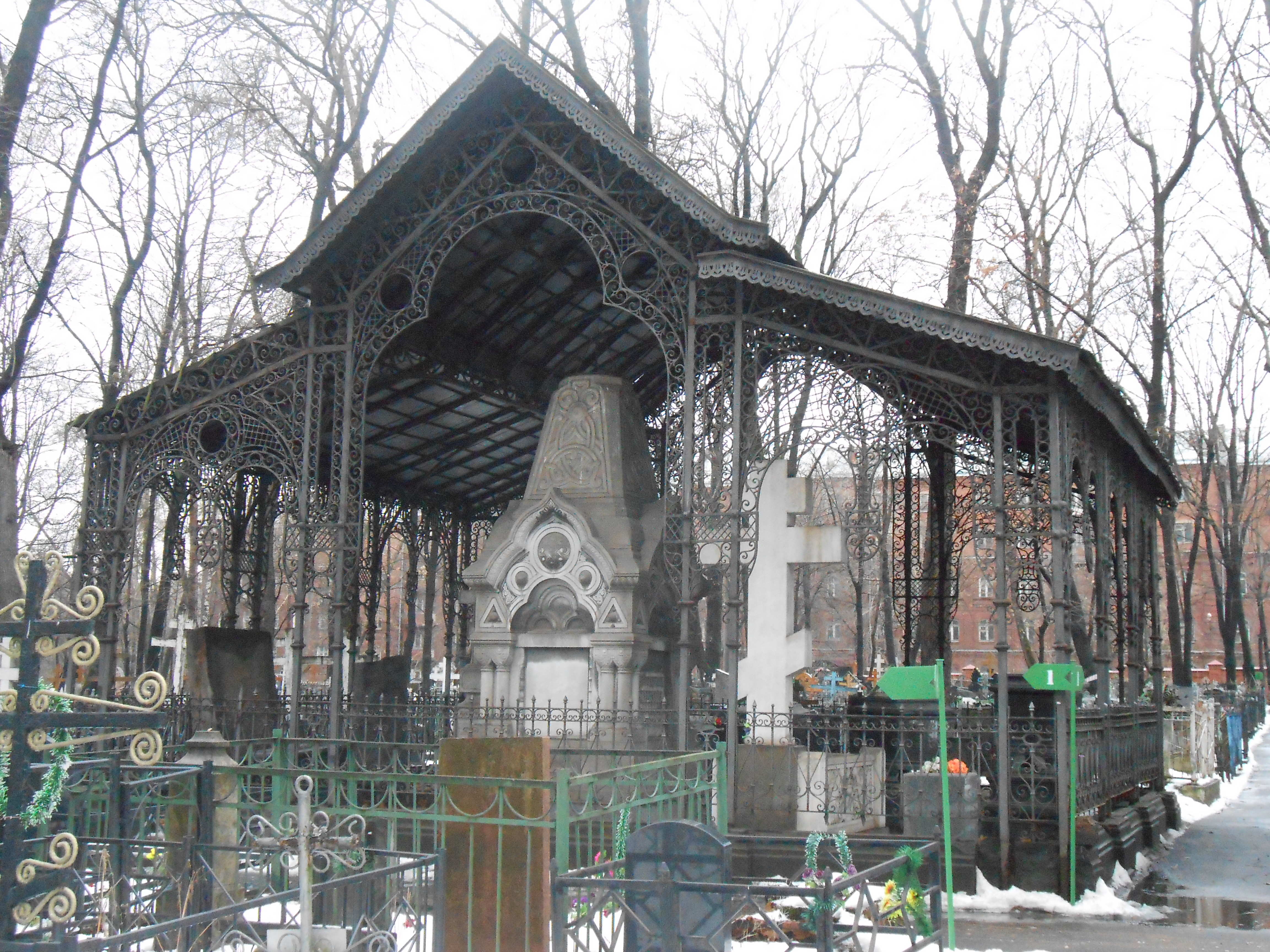
Рогожское кладбище. Усыпальница Морозовых

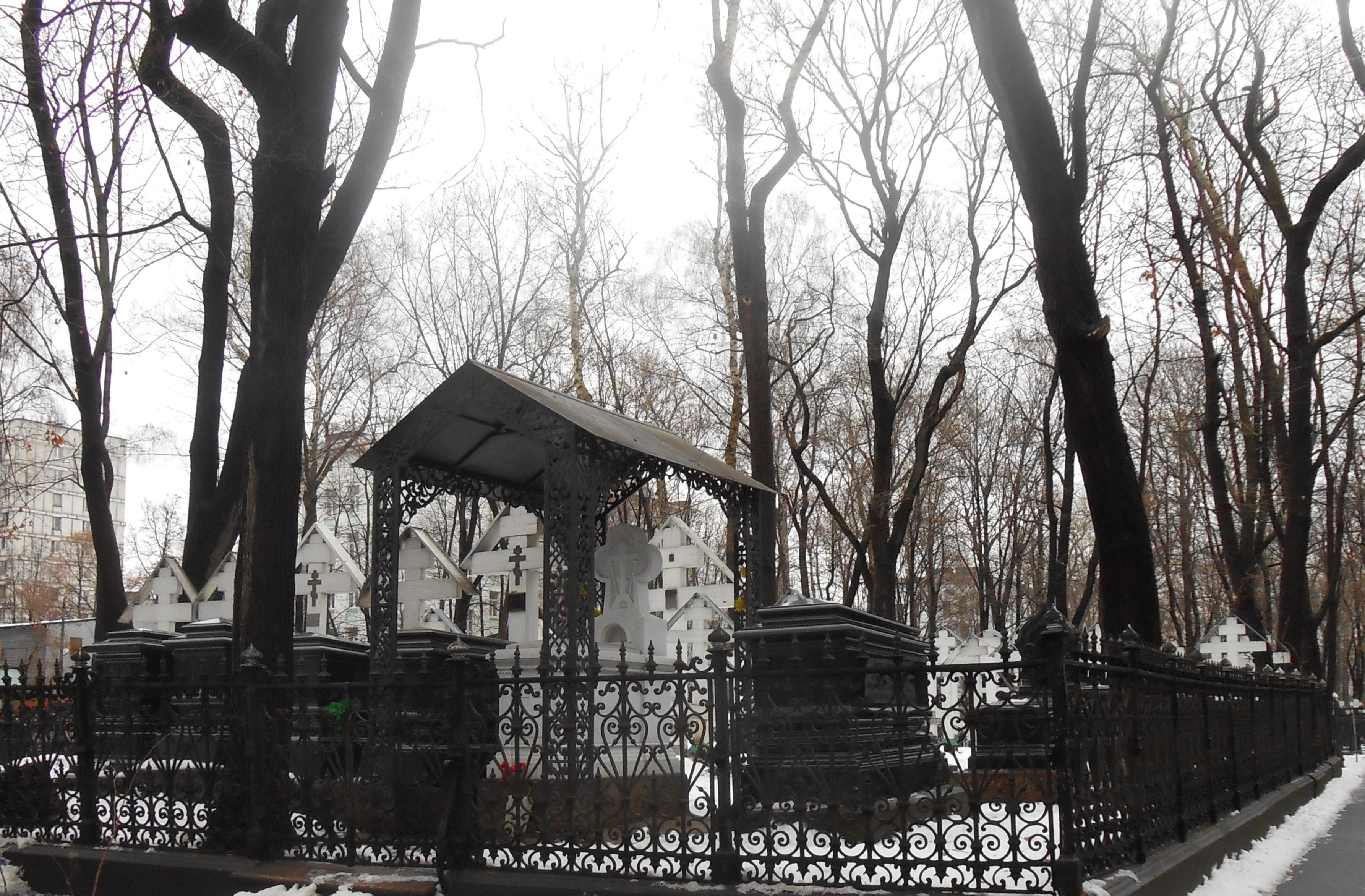
Рогожское кладбище. Архиерейские могилы

«Рогожская застава была одною из самых оживлённых застав. Все прилегающие к ней улицы и переулки были сплошь заселены ямским сословием испокон веков живущими здесь купцами и мещанами. Большинство этих обитателей принадлежало к Православной Старообрядческой вере, сохраняющей обряды со времён крещения Руси. Эта жизнь создала особый быт, выработала свои условия; здесь нравы и обычаи резко отличались от остальной Москвы, особенно от её центра. Пришлый элемент появился здесь только с постройки Нижегородской железной дороги. Новизна, принесённая этими пришельцами, долго не прививалась к старому строю жизни, но в конце концов одолела, и Рогожская, как хранительница старых заветов, рухнула и слилась под давлением духа времени с остальным обществом. Рогожская Палестина велика — в ней в конце шестидесятых годов было пятьдесят две тысячи коренных жителей, девятнадцать церквей и пять монастырей да ещё Рогожское кладбище. Жизнь тогда была здесь замкнутая, постороннему почти невозможно было проникнуть сюда».

Во время чумной эпидемии в 1771 года старообрядческие купцы на свои средства основали в Рогожской слободе бараки-больницы для больных «моровою язвой». По разрешению властей старообрядцы устроили в поле, справа от Владимирской дороги, кладбище для погребения в братской могиле своих умерших от чумы единоверцев. Здесь хоронили старообрядцев ― членов поповщинской общины.

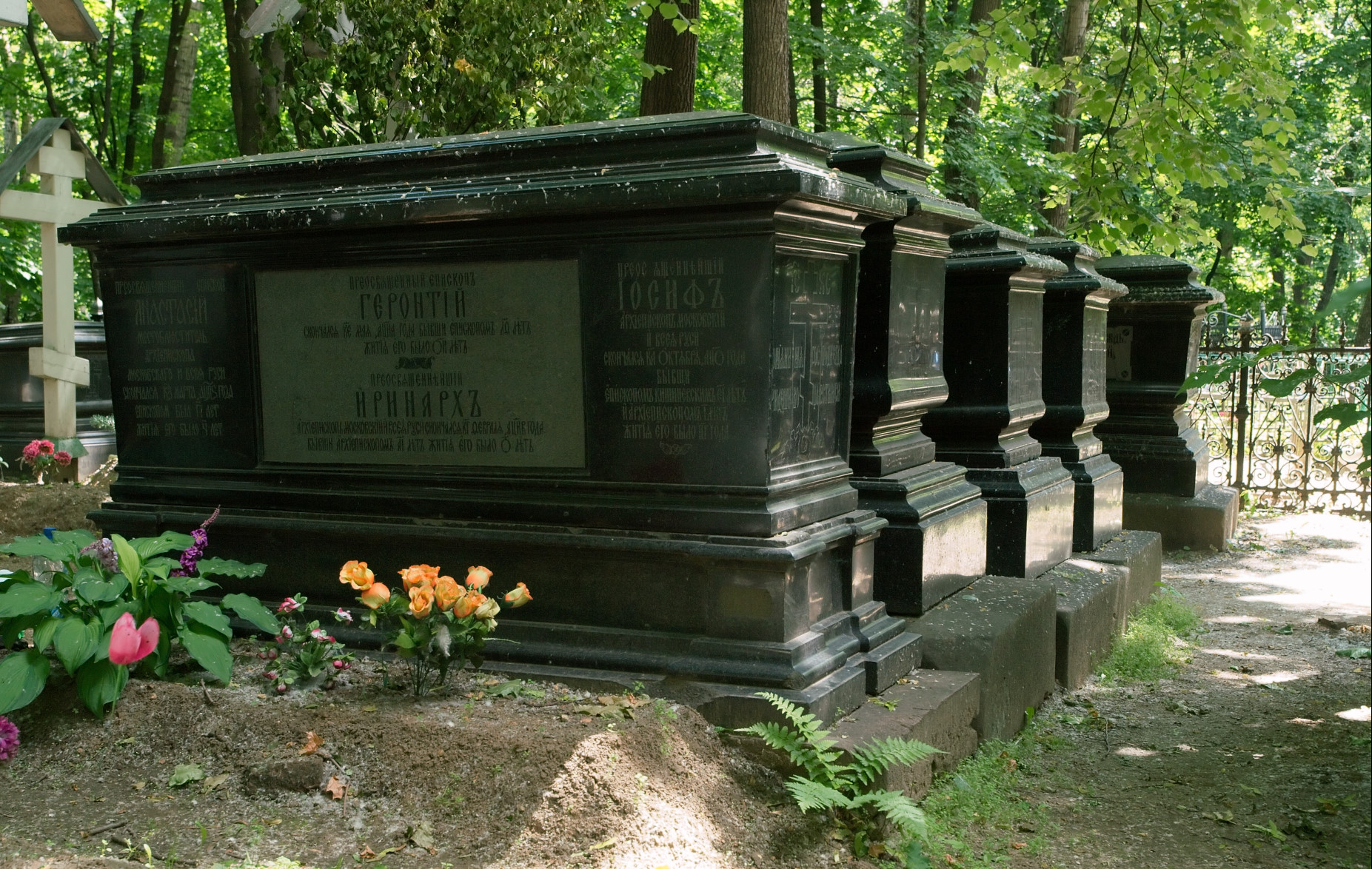
Захоронения старообрядческих архиереев

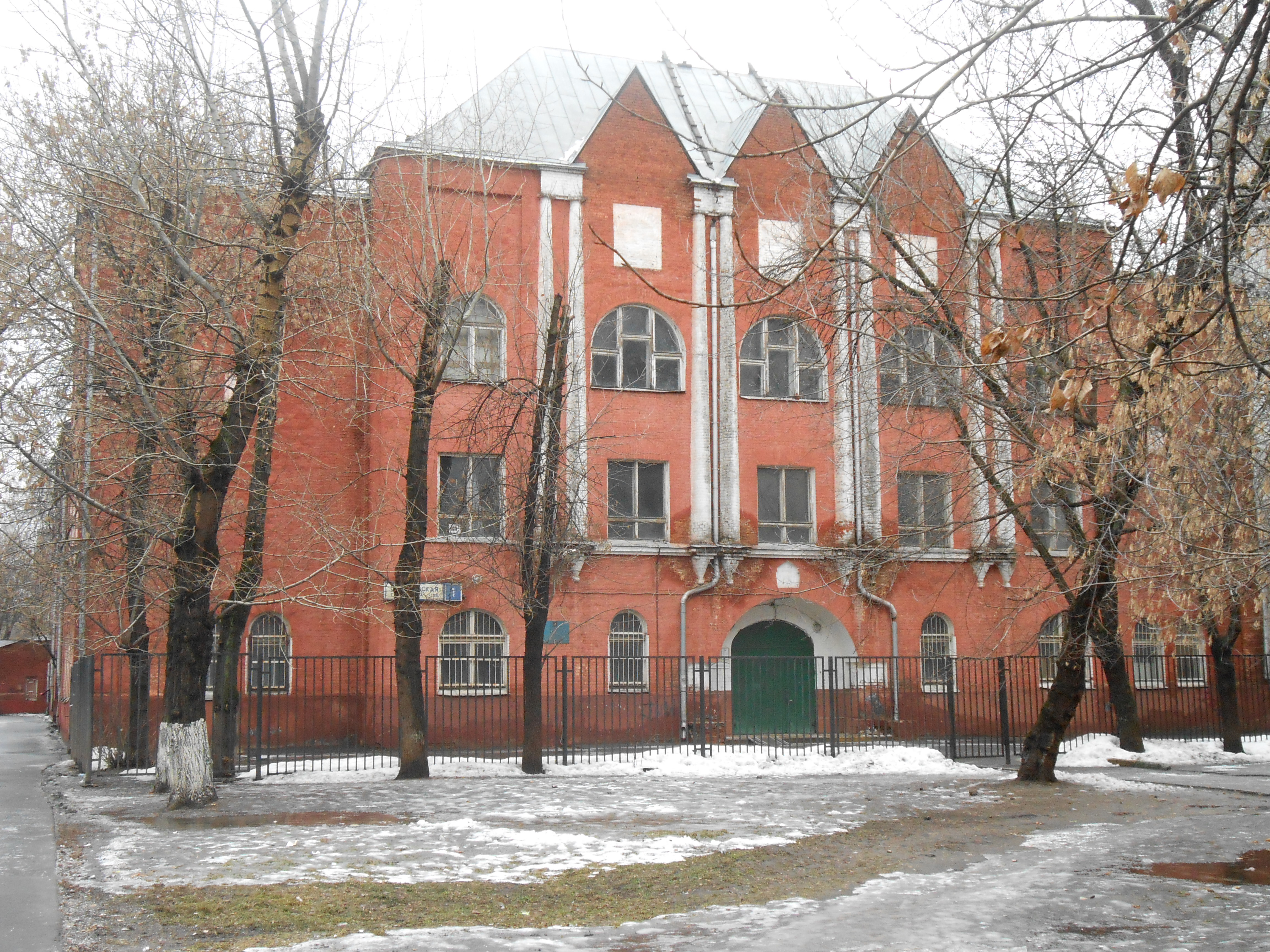
Здание бывшего Богословского института.

За Рогожской заставой и кладбищем была построена богадельня для больных, престарелых и неимущих старообрядцев, появились лечебница, приюты, два училища, постепенно вырос целый посёлок. В начале XX в. в богадельне Рогожского кладбища нашли приют 700 стариков, действовала трёхэтажная больница Морозова (ныне стоматологическая поликлиника), в первую мировую войну переоборудованная под лазарет на 75 коек. Здесь же размещалась старообрядческая типография для печатания богослужебных книг, в 1911 г. был основан Московский старообрядческий учительский институт, первым директором которого стал А. И. Рыбаков, отец историка академика Б. А. Рыбакова. В институте было установлено шестилетнее обучение с четырьмя образовательными и двумя специальными, богословско-педагогическими курсами. В 1918 году на базе закрытого института возникла Народная старообрядческая академия, просуществовавшая менее года. Кроме преподавателей-старообрядцев в ней читали лекции князь Е. Трубецкой, А. Кизеветтер, философ С. Булгаков (до рукоположения в иереи новообрядческой церкви). Здесь же находилась с 1862 года резиденция главы российских и московских поповцев ― Большой дом архиепископа. В северной части территории сохранился некрополь с могилами епископов и священников-поповцев так называемой белокриницкой иерархии.
На Рогожском кладбище похоронены известные старообрядческие купцы и промышленники Рахмановы, Шелапутины, Морозовы (ветвь Тимофея Саввича Морозова), Рябушинские, Солдатенковы.
С 1724 года в слободе работает первая в России керамическая фабрика А. К. Гребенщикова, выпускавшая фарфоровую посуду. Недалеко от монастыря в 1845 году образовался гвоздильный заводик Пьера Гужона, ставший впоследствии известным заводом «Серп и молот».
На территории бывшей усадьбы княгини Варвары Репниной (ул. Новоблагословенная, она же Самокатная) в начале XIX в. появился Казённый винный склад № 1. Теперь это московский водочный завод «Кристалл».

## Храмы Рогожской слободы
Первый деревянный храм во имя Сергия Радонежского был построен в слободе в начале XVII века. В 1776 году московские купцы-старообрядцы возвели здесь храм Николая Чудотворца. В 1790—1792 годах архитектор Матвей Казаков воздвиг Покровский собор ― летний храм в честь Покрова Богоматери. Храм оказался самым большим в Москве, превосходил по площади Успенский собор в Кремле.

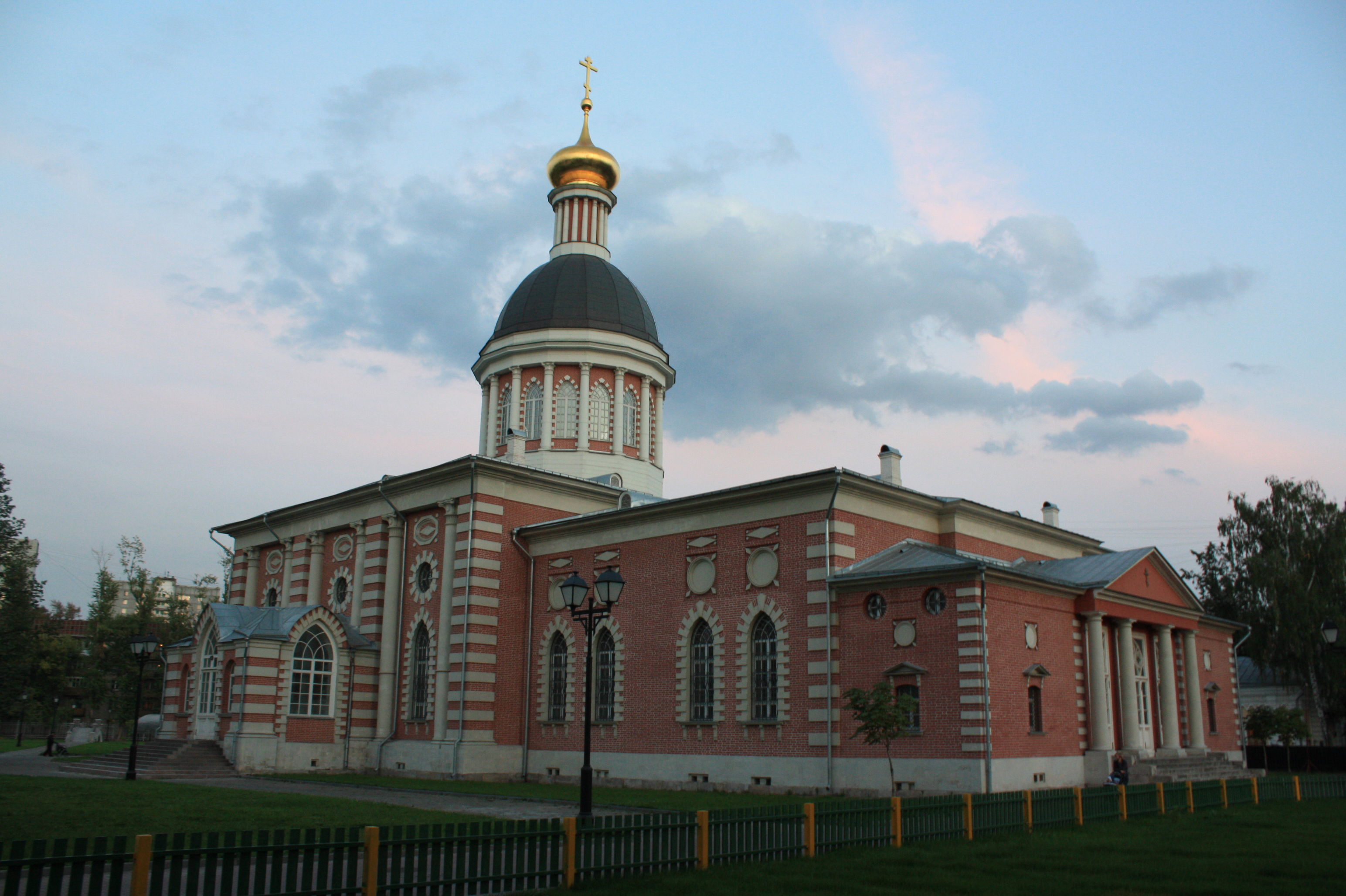
Рождественский храм

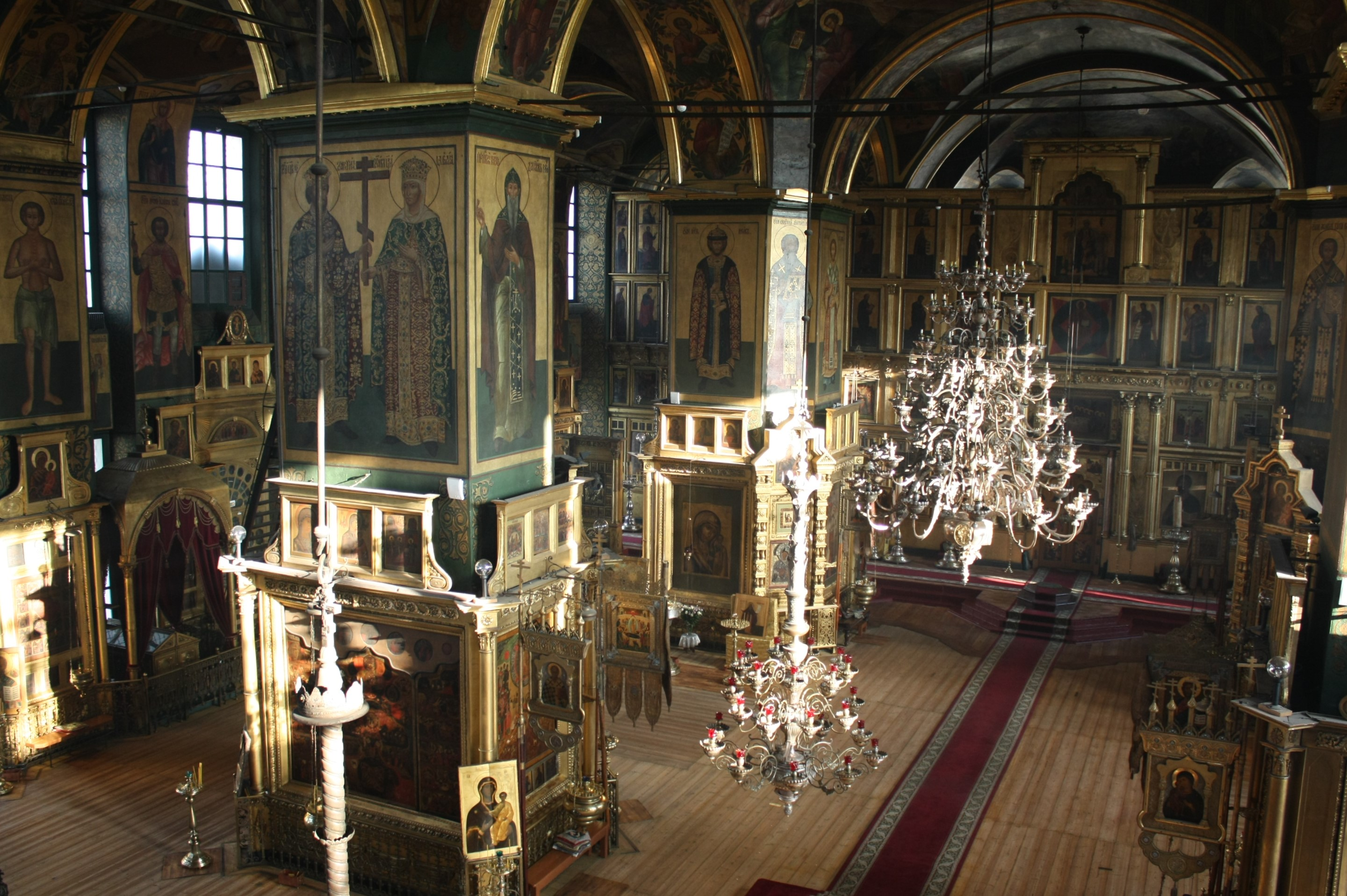
Интерьер Покровского собора

По указанию Екатерины II храм «укоротили»: вместо пяти глав на церкви оставили лишь одну, алтарные выступы пришлось разобрать. Чуть позже были выстроен храм Рождества Христова (зимний).
Рогожские храмы старообрядцы превратили в музеи иконописи.
Купеческие династии, строго соблюдавшие старые обряды, жертвовали старинные рукописи и книги, иконы в серебряных вызолоченных ризах, богатую церковную утварь. Иконы были новгородского и псковского письма, не подновлённые, не искажённые поздними влияниями. Самой древней и знаменитой была икона «Спас Грозное око». Поблизости от неё находилась Боголюбская икона Божией Матери, а в великолепном иконостасе главного алтаря ― Смоленская икона Божией Матери, приписываемая кисти иконописца Андрея Рублёва.
В настоящее время кафедральный Покровский собор на Рогожском кладбище располагает ценнейшими древними иконами из рахмановского, солдатёнковского и других собраний. В библиотеке и архиве кладбища хранилось уникальное собрание древних рукописей и старопечатных книг, впоследствии отобранные в Отдел рукописей Румянцевского музея (ныне Российской государственной библиотеки); собрание портретов старообрядческих деятелей попало в Исторический музей. В 1856 году правительство запечатало алтари летнего и зимнего храмов, а построенный к этому времени храм Николая Чудотворца обратило в единоверческий. Только в 1905 году на основании царского манифеста о веротерпимости рогожские храмы были распечатаны.

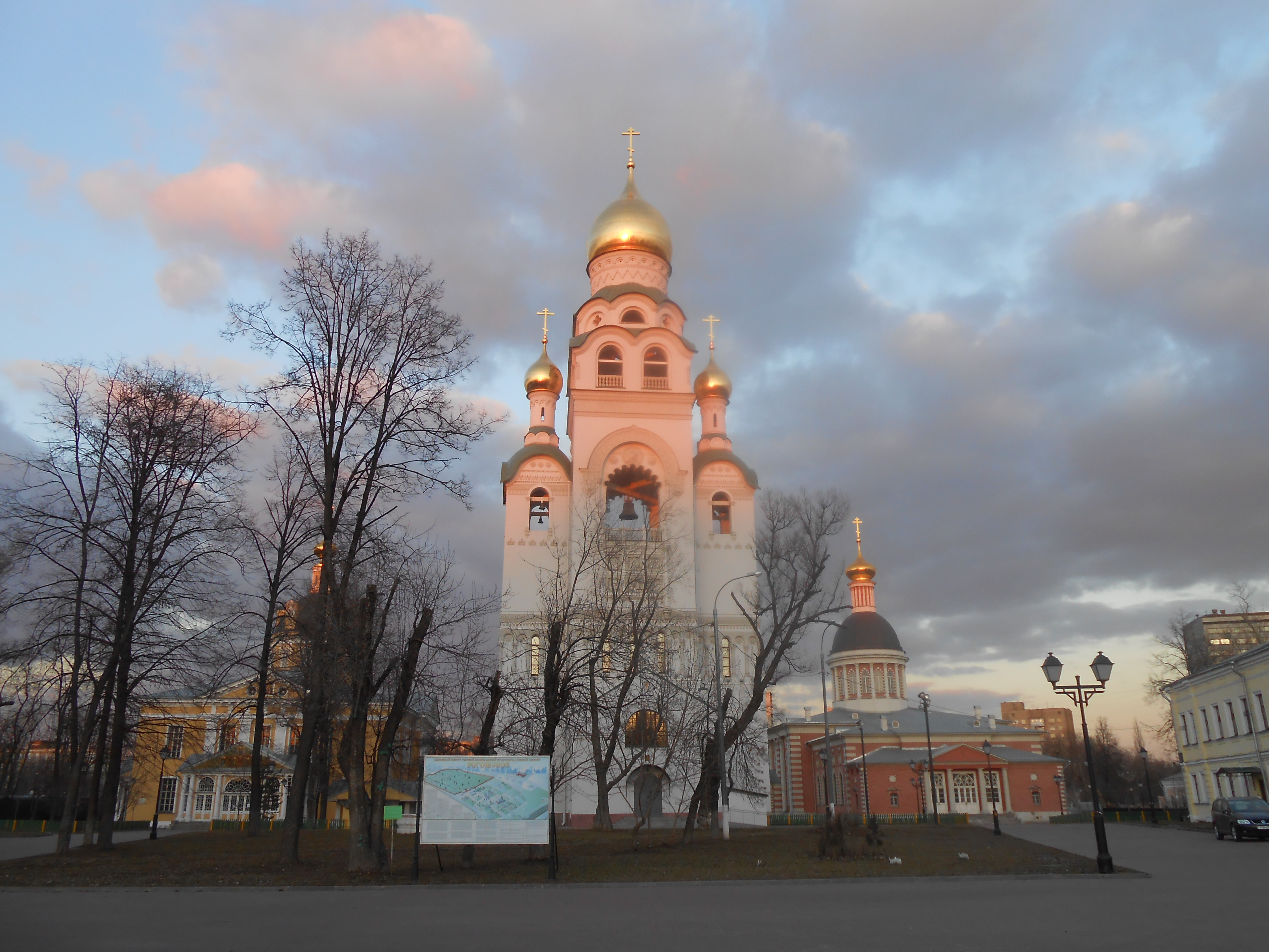
Храм-колокольня во имя Воскресения Христова

В память распечатания алтарей в 1912—1913 годах по образцу старинных русских столпообразных храмов был выстроен храм во имя Воскресения Христова (с 1949 года до 1 февраля 2015 года — во имя Успения Пресвятой Богородицы) с красивейшей колокольней, по фасаду украшенной рельефными изображениями сказочных райских птиц и пеликана («неясыти»), кровью своей кормящего птенцов своих.
Внутри храм-колокольня был расписан в новгородском стиле XVI века, в иконостасе находились иконы XIV века. Есть легенда, что старообрядцы выхлопотали разрешение выстроить храм всего на метр ниже кремлёвского Ивана Великого (в действительности колокольню никто не измерял, есть только приблизительная высота — более 80 м). В 1949 году храм-колокольня за неимением антиминса был освящён во имя Успения Пресвятой Богородицы, в 1988 году был возобновлён колокольный звон, а в 1990 году был освящён и поднят на колокольню один из колоколов весом 4293 кг, сохранившийся во МХАТе. 1 февраля 2015 года колокольня была освящена во имя Воскресения Христова.